# Estatuilla de hoplita
La estatuilla de hoplita hallada en Dodona (colección de antigüedades de Berlín, Misc. 7470, Antikensammlung der Staatlichen Museen zu Berlin, Misc. 7470) es un hallazgo arqueológico que se compró en 1880 y que se conserva en Berlín, en el Antikensammlung Berlin, Altes Museum.

## Descripción
Sobre una base delgada y alargada se alza un guerrero hoplita en posición ofensiva, armado con casco, coraza y grebas. En la mano izquierda sostiene un escudo beocio, mientras que con la derecha blande una lanza. La lanza se ha perdido, pero el agujero de la mano determina la dirección original. Toda la representación es vibrante y animada. La mirada del guerrero barbudo sobre el escudo apunta a un enemigo. Los músculos del cuerpo están excelentemente curvados y su postura muestra que está preparado para un ataque directo. El guerrero lleva una túnica corta que le atraviesa el pecho y que resulta triangulada. El resto del cuerpo está desnudo y no lleva sandalias. En su mejilla derecha aparece una espesa trenza que asoma por el interior del casco y le llega hasta el pecho.
Este bronce, que era una estatuilla al borde de un caldero, muestra diferencias significativas con estatuillas similares anteriores y se caracteriza como una obra maestra, ya que muestra la transformación de la posición de paso atado utilizada anteriormente a la de paso libre, caracterizando a una nueva generación de escultores.